# Jean Lassus
Jean Lassus (* 17. Juni 1903 in Bulgnéville; † 9. Oktober 1990 in Saint-Cézaire-sur-Siagne) war ein französischer Christlicher Archäologe. 

## Leben
Er besuchte die École normale supérieure und École française de Rome. 1929 unternahm er Ausgrabungen in Tipasa. Er trat der Résistance bei und wurde 1944 in das Konzentrationslager Dachau deportiert.
Von 1945 bis 1952 war er Professor für Kunst und Zivilisation von Byzanz an der Universität Straßburg. 1952 wurde er zum Rektor der französisch-vietnamesischen Universität in Hanoi und anschließend in Saigon ernannt. Er wurde Professor an der Universität von Algier und Direktor für Altertümer in Algerien im Jahr 1955 und blieb dies bis 1964. Von 1964 bis zu seiner Pensionierung im Jahr 1969 war er Professor für frühchristliche Archäologie an der Sorbonne. Er wurde auf dem Friedhof von Gentilly beigesetzt.

## Schriften (Auswahl)
- Inventaire archéologique de la région au nord-est de Hama. 1. Texte. Avec une carte hors texte et 216 plans et croquis. Damaskus 1935, OCLC 633300781.
- Inventaire archéologique de la région au nord-est de Hama. 2. Planches. Damaskus 1936, OCLC 312491918.
- Réflexions sur la technique de la mosaïque. Algier 1957, OCLC 963482836.
- Frühchristliche und byzantinische Welt. Architektur, Plastik, Mosaiken, Fresken, Elfenbeinkunst, Metallarbeiten. Gütersloh 1974, OCLC 716339846.